# 鲜水河
鲜水河是四川省的一条河流，注入雅砻江。有两个源头：达曲和泥曲从西北和北方在炉霍县汇合后，称鲜水河。向东南经道孚县，在雅江县两河口与雅砻江汇合。支流有纽日河。流经地区地震频繁，称为鲜水河地震带或鲜水河断裂带。